# Hypodontolaimus schuurmansstekhoveni
Hypodontolaimus schuurmansstekhoveni är en rundmaskart som beskrevs av Gerlach 1951. Hypodontolaimus schuurmansstekhoveni ingår i släktet Hypodontolaimus och familjen Chromadoridae. Inga underarter finns listade i Catalogue of Life.